# Auguste Tolbecque
Auguste Tolbecque, född 30 mars 1830 i Paris, död 8 mars 1919 i Niort, var en fransk cellist. Han var son till Auguste-Joseph Tolbecque och far till Jean Tolbecque.
Tolbecque ingick i Pariskonservatoriet i Olive Charlier Vaslins klass 1840. Napoléon Henri Reber blev hans lärare i harmonilära. Sedan han lämnat konservatoriet, där han hedrades med flera belöningar, gjorde han sig berömd för sitt konsertspel. År 1858 slog han sig ned i Niort, varpå han åren 1865–71 uppehöll cellolärareklassen vid musikkonservatoriet i Marseille. Därefter återvände han till Paris, där han blev en verksam medlem av Pariskonservatoriets konsertsällskap.